# Cratere Tiburtus
Tiburtus è un cratere sulla superficie di Dione.